# Joseph Johann Littrow
Joseph Johann von Littrow (13 martie 1781, Horšovský Týn – 30 noiembrie 1840, Viena) a fost un astronom austriac.  A fost înnobilat în anul 1837.
A fost director al observatoarelor din Cracovia (1807), Kazan (1810), Buda (1816).
În 1819 a fost numit director al Observatorului din Viena, unde a rămas până la moarte. I-a succedat, la conducerea Observatorului din Viena, fiul său, Karl Ludwig von Littrow.
A fost un discret constructor de instrumente. A creat unica proiecție retroazimutală conformă, care îi poartă numele: proiecția lui Littrow.

## Opere
- Theoretische und praktische Astronomie. Wien 1821-27, 3 Bde.
- Über Höhenmessung durch Barometer. Wien 1821.
- Dioptrik, oder Anleitung zur Verfertigung der Fernrohre. Wien 1830.
- Über den gefürchteten Kometen des gegenwärtigen Jahres 1832 und über Kometen überhaupt. Wien 1832. Format:Digitalisat
- Gnomonik, oder Anleitung zur Verfertigung aller Arten von Sonnenuhren. Wien 1833.
- Über Sterngruppen und Nebelmassen des Himmels. Wien 1835.
- Atlas des gestirnten Himmels. Stuttgart 1838. Format:Digitalisat
- Die Wunder des Himmels. Stuttgart 1834-36, 3 Teile.
- Handbuch zur Umrechnung der vorzüglichsten Münzen, Maße und Gewichte. Stuttgart 1832.
- Vermischte Schriften. 3 Bde, hrsg. von Karl Ludwig von Littrow. Stuttgart 1846.

## Omagieri
Un crater de pe Lună îi poartă numele: Littrow. Un lanț muntos de pe Lună îi poartă numele 